# Dinnyeberki, Baranya
Dinnyeberki este un sat în districtul Szentlőrinc, județul Baranya, Ungaria, având o populație de 86 de locuitori (2011). 

## Demografie
Componența etnică a satului Dinnyeberki
     Maghiari (93,48%)
     Romi (3,26%)
     Germani (3,26%)
Componența confesională a satului Dinnyeberki
     Romano-catolici (89,53%)
     Fără religie (4,65%)
     Necunoscută (5,81%)
Conform recensământului din 2011, satul Dinnyeberki avea 86 de locuitori. Din punct de vedere etnic, majoritatea locuitorilor (93,48%) erau maghiari, existând și minorități de germani (3,26%) și romi (3,26%).  Din punct de vedere confesional, majoritatea locuitorilor (89,53%) erau romano-catolici, cu o minoritate de persoane fără religie (4,65%). Pentru 5,81% din locuitori nu este cunoscută apartenența confesională.